# ツーリングトレイン

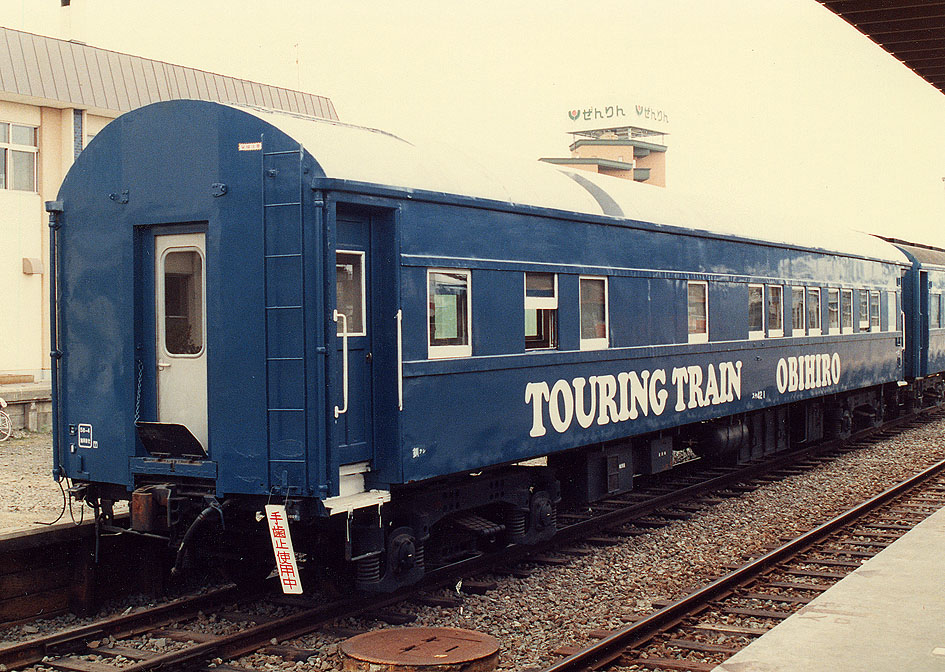
ツーリングトレイン帯広

ツーリングトレイン（和製英語: Touring Train）はライダーハウスの一種で、使用されなくなった客車などの鉄道車両を利用した宿泊施設を指す。

## 概要
ツーリングトレインはライダーハウスの一種で、座席を撤去して畳敷きにするなど、内装の改造を行った客車やディーゼルカーを、駅構内の未使用線や国鉄分割民営化によって廃止された駅などに置いたものである。
1985年に日本国有鉄道によって釧路駅に設置され、その後北海道ツーリングに向かうライダーが増加した1990年代前半にかけ、JR北海道によって、根室駅、帯広駅、富良野駅などに置かれたものが「ツーリングトレイン」の名称を使用して、広く定着した。
他のライダーハウスと同様、ライダーが持参した寝袋で雑魚寝する形態であったが、JR駅に設置されたものは都市部にあって食事や買物などに便利で、最盛期の1990年代前半には多くのライダーや自転車愛好家に利用された。同時に、都市部にあることで悪意のある人物にとっても近づきやすく、宿泊者が自由に出入りできるように施錠されなかったこともあり、荷物の盗難なども発生した。
多くの車輛が野ざらしであるために晩年は車体の腐食が目立つようになったほか、北海道を訪れるライダーの減少や前述の安全管理上の問題もあり、ツーリングトレインの名称を使用するJR駅の施設は、2001年まで残っていた富良野駅のものを最後にすべて廃止された。あいおい鉄道公園など、他の場所に設置されていたものの一部は現在も公園や道の駅の施設として残り、宿泊が可能である。

## 現有施設
- 北海道網走市の卯原内駅跡 - オハ47形。

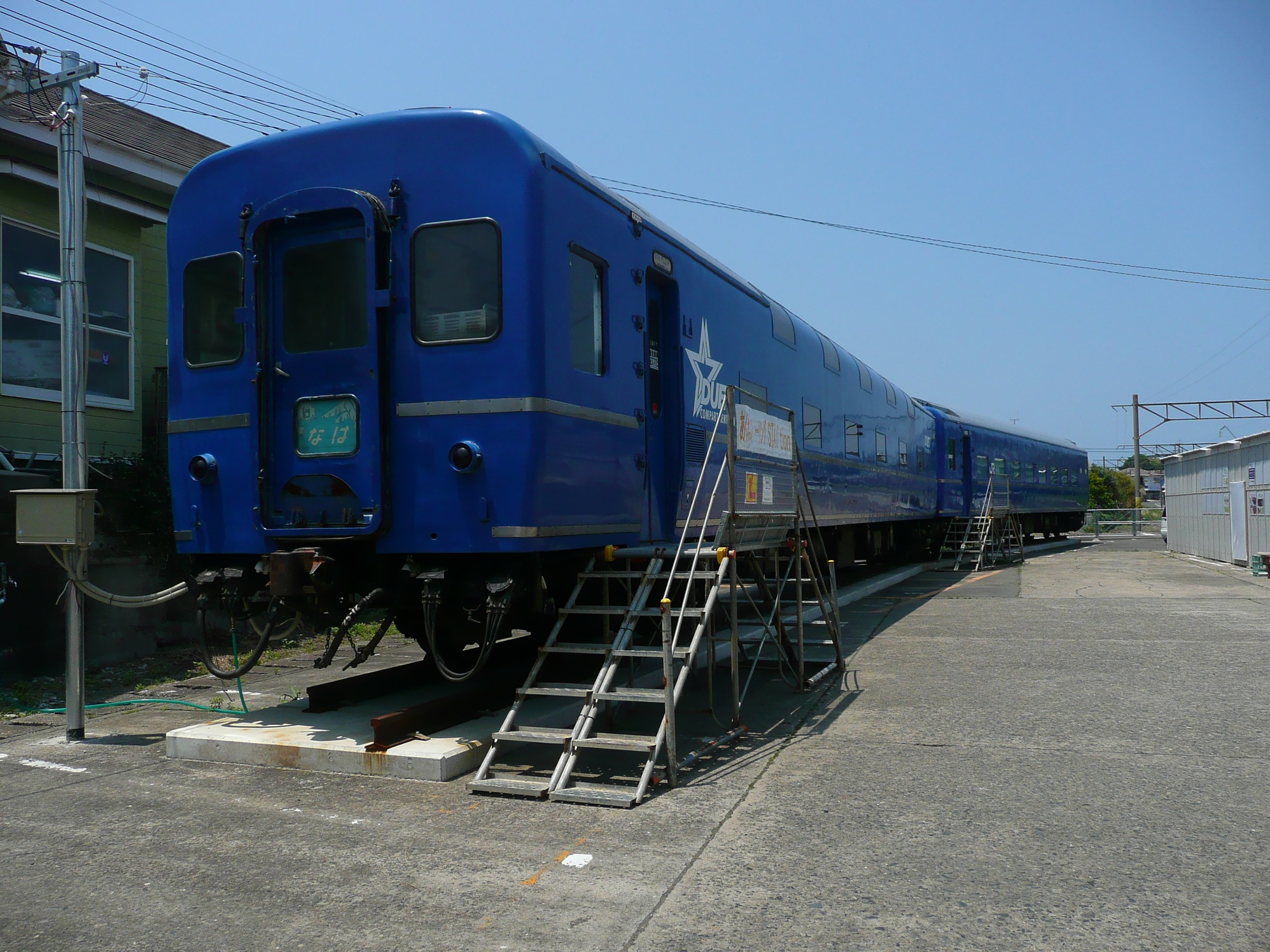
阿久根駅前にあるツーリングトレイン「あくねツーリングSTAYsion」。かつての寝台特急『なは』の車両を使用。しかし2014年で閉鎖された。

- 北海道紋別郡湧別町の計呂地駅跡 - スハ45形[6]。
- 北海道紋別郡湧別町の五鹿山公園 - スハ45形、スハフ42形
- 北海道紋別郡興部町の興部駅跡 - キハ22形[7]。
- 北海道網走郡津別町の北見相生駅跡
- 鳥取県八頭郡八頭町の若桜鉄道隼駅
- 鹿児島県阿久根市の阿久根駅構内 - 2008年まで寝台特急「なは」で使用されていたオハネフ25形2両を利用し、2009年に開設。2014年閉鎖。